# Hugo von Lilienthal
Hugo Friedrich von Lilienthal (* 12. Dezember 1816 in Greifswald; † 11. Februar 1890 in Greifenberg in Pommern) war ein preußischer Generalmajor.

## Leben

### Herkunft
Hugo war ein Sohn des preußischen Majors Friedrich von Lilienthal (1787–1853) und dessen Ehefrau Sophie, geborene von Briesen (1788–1839) aus dem Hause Kreitzig.

### Militärkarriere
Lilienthal besuchte die Kadettenhäuser in Kulm und Berlin. Am 5. August 1833 wurde er als aggregierter Sekondeleutnant der 2. Artillerie-Brigade der Preußischen Armee überweisen. Zur weiteren Ausbildung absolvierte er von Oktober 1833 bis Juli 1835 die Vereinigte Artillerie- und Ingenieurschule und wurde Ende Januar 1837 nach seiner Ernennung als Artillerieoffizier einrangiert. Lilienthal avancierte Anfang Oktober 1846 zum Premierleutnant und nahm 1848 während der Niederschlagung des Polnischen Aufstandes in der Provinz Posen am Gefecht bei Sokolowo teil. Nach seiner Beförderung zum Hauptmann war er 1853 Chef der 2. Festungs-Kompanie und übernahm im Jahr darauf in gleicher Eigenschaft die 3. reitende Batterie. Am 18. September 1858 erfolgte seine Ernennung zum Artillerieoffizier vom Platz in Thorn und Anfang Juli 1859 stieg er zum Major auf. Lilienthal wurde am 25. Juni 1864 zum Kommandeur der reitenden Abteilung in der Brandenburgischen Artillerie-Brigade Nr. 3 ernannt und am 25. Juni 1864 zum Oberstleutnant befördert.
Während des Krieges gegen Österreich führte Lilienthal seine Abteilung 1866 bei Turnau, Münchengrätz und Königgrätz. Nach der Schlacht bei Königgrätz kommandierte man ihn am 14. Juli 1866 zur Führung des 2. Reserve-Artillerie-Regiments. Nach dem Friedensschluss wurde Lilienthal für sein Wirken mit dem Roten Adlerorden IV. Klasse mit Schwertern ausgezeichnet und am 30. Oktober 1866 als Kommandeur des Rheinischen Feldartillerie-Regiments Nr. 8 nach Koblenz versetzt. Mit Patent von diesem Tag wurde er am 31. Dezember 1866 zum Oberst befördert. Anlässlich des Ordensfestes wurde ihm im Januar 1869 der Rote Adlerorden III. Klasse mit Schwertern am Ringe verliehen und ihm am 4. September 1869 der Abschied mit Pension bewilligt.
Während des Krieges gegen Frankreich wurde Lilienthal wiederverwendet und vom 31. Januar bis zum 29. März 1871 als Eisenbahn-Etappenkommandanten von Chaumont eingesetzt. Anschließend stellte man ihn unter Verleihung des Eisernen Kreuzes II. Klasse mit Pension zur Disposition. Am 9. März 1872 erhielt er den Charakter als Generalmajor.
Er starb am 11. Februar 1890 in Greifenberg in Pommern.

### Familie
Lilienthal heiratete am 1. März 1844 in Kölpin Agnes von Flemming (1821–1867). Nach ihrem Tod heiratete er am 10. September 1868 in Berlin Klara Wulf (* 1848; † vor 1932), von der sich Lilienthal am 8. Januar 1881 scheiden ließ. Aus den Ehen gingen folgende Kinder hervor:
- Sohn (*/† 1845)
- Arthur (1846–1865), preußischer Leutnant im Infanterie-Regiment Nr. 54
- Asta (1847–1853)
- Marie (1850–1863)
- Max (1856–1891), preußischer Leutnant, ausgewandert nach Brasilien
- Auguste (1861–1886)
- Alfred (* 1870), Leutnant a. D. ⚭ Karoline Riedel (* 1878)